# 董齡
董齡（1442年—？），字壽卿，山西汾州人，明朝政治人物。進士出身。

## 生平
山西鄉試第十四名。天順八年（1464年）甲申科會試第一百八十七名，殿試登進士第三甲第一百二十七名。歷河南僉事，升四川副使。
曾祖父董思中。祖父董從義。父亲董志興。